# Devin (huyện)
Devin là một huyện thuộc tỉnh Smolyan, Bungaria. Dân số thời điểm năm 2001 là 15010 người.